# تپه قره بلی
تپه قره بلی مربوط به سده‌های اولیه دوران‌های تاریخی پس از اسلام است و در شهرستان چالدران، روستای حال سفلی واقع شده و این اثر در تاریخ ۱۴ مرداد ۱۳۸۲ با شمارهٔ ثبت ۹۴۵۸ به‌عنوان یکی از آثار ملی ایران به ثبت رسیده است.